# Marigny-en-Orxois
Marigny-en-Orxois je francouzská obec v departementu Aisne v regionu Hauts-de-France. V roce 2011 zde žilo 472 obyvatel.

## Sousední obce
Bézu-le-Guéry, Bussiares, Coupru, Dhuisy (Seine-et-Marne), Gandelu, Lucy-le-Bocage, Montreuil-aux-Lions, Veuilly-la-Poterie

## Vývoj počtu obyvatel
Počet obyvatel 